# Tyler Labine
Tyler Labine (ur. 29 kwietnia 1978 w Brampton) – kanadyjski aktor. Jest bratem Kyle’a Labine’a i Cameron Labine.
Występował w rolach Dave’a Grovesa w serialu telewizyjnym Inwazja oraz Berta „Socka” Wysockiego w Żniwiarzu.

## Filmografia

### Filmy
- 1999: H-E Double Hockey Sticks jako Mark
- 1999: Wyścig (Tail Lights Fade) jako Grower Brian
- 2000: Sekret pana Rice (Mr. Rice's Secret)
- 2000: Trixie jako członek gangu
- 2000: Marine Life jako Ray
- 2000: Odrobina szaleństwa (Here’s to Life!)
- 2000: Dorwać Cartera (Get Carter) jako Bud 1
- 2001: konspiracja.com (Conspiracy.com) jako Redmond
- 2002: Samotny Bohater (Lone Hero) jako Tim
- 2002: Evil Alien Conquerors jako Croker
- 2002: Canadian Zombie jako Trent
- 2003: Córka mojego szefa (My Boss's Daughter) jako Spike
- 2006: Flyboys – bohaterska eskadra (Flyboys) jako Briggs Lowry
- 2008: Zack i Miri kręcą porno (Zack and Miri Make a Porno) jako pijany klient
- 2008: Control Alt Delete jako Lewis Henderson
- 2010: Tucker i Dale kontra zło (Tucker & Dale vs Evil) jako Dale
- 2011: Geneza planety małp (Rise of the Planet of the Apes) jako Franklin
- 2011: A Good Old Fashioned Orgy jako Mike McCrudden

### Filmy telewizyjne
- 1996: Generation X jako Kret
- 1996: Robin z Locksley (Robin of Locksley) jako Mały John
- 1996: Sabrina, nastoletnia czarownica (Sabrina the Teenage Witch) jako Mark
- 1999: Mistrz w swojej klasie (In a Class of His Own) jako Charles 'Charlie' Zaken
- 2000: 2gether jako Noel Andrew Davies
- 2000: W pierwszym brzasku (By Dawn’s Early Light) jako Ox
- 2000: Tam, gdzie mój dom (Take Me Home: The John Denver Story)

### Seriale telewizyjne
- 1987–1994: Street Legal jako Aaron Wineberg
- 1989–1996: Droga do Avonlea (Road to Avonlea) jako Alphie Bugle
- 1992–1994: The Odyssey jako Eagle
- 1993: Czy boisz się ciemności? (Are You Afraid of the Dark?)
- 1993–1997: Madison jako Bobby Devries
- 1996: Z Archiwum X (The X-Files) jako Stoner
- 1996−1999: Millennium jako Gavin
- 1996−1999: Mroczne dziedzictwo (Poltergeist: The Legacy) jako Skinhead
- 1997–1998: Kochanie, zmniejszyłem dzieciaki jako Elderbob
- 1997–1998: Night Man
- 1997: Liceum na morzu (Breaker High) jako Jimmy Farrell
- 1998–2001: Wydział spraw zamkniętych (Cold Squad) jako Eddie
- 1998–2001: Na tropie zbrodni (Da Vinci's Inquest) jako Hector
- 1998–2001: Pierwsza fala (First Wave) jako Billy
- 2000: Nieśmiertelny (The Immortal) jako Byron
- 2000–2001: Cień anioła (Dark Angel) jako Posłaniec
- 2001: Magiczny amulet (Dead Last) jako Scott Sallback
- 2002: The Twilight Zone jako Wesley
- 2002: That Was Then jako Donnie Pinkus
- 2003–2004: Agent przyszłości (Jake 2.0) jako Seymour LaFortunata
- 2004: Kevin Hill jako Lukas Shapiro
- 2005: Na zachód (Into the West) jako Larkin
- 2005−2006: Inwazja (Invasion) jako Dave Groves
- 2006: Orły z Bostonu (Boston Legal)
- 2007: Podróżnik (Traveler)
- 2007–2009: Żniwiarz (Reaper) jako Bert „Sock” Wysocki
- 2010: Sons of Tucson jako Ron Snuffkin
- 2011: Mad Love jako Larry